# Beleimmaschine
Eine Beleimmaschine ist eine Maschine, die bei der Herstellung von Holzwerkstoffen eingesetzt wird. Es handelt sich um eine großvolumige Trommel, in der Holzspäne (vor allem Grob- und Schälspäne, Strands) mit Leim und anderen Chemikalien besprüht werden.

## Fertigungsprozess

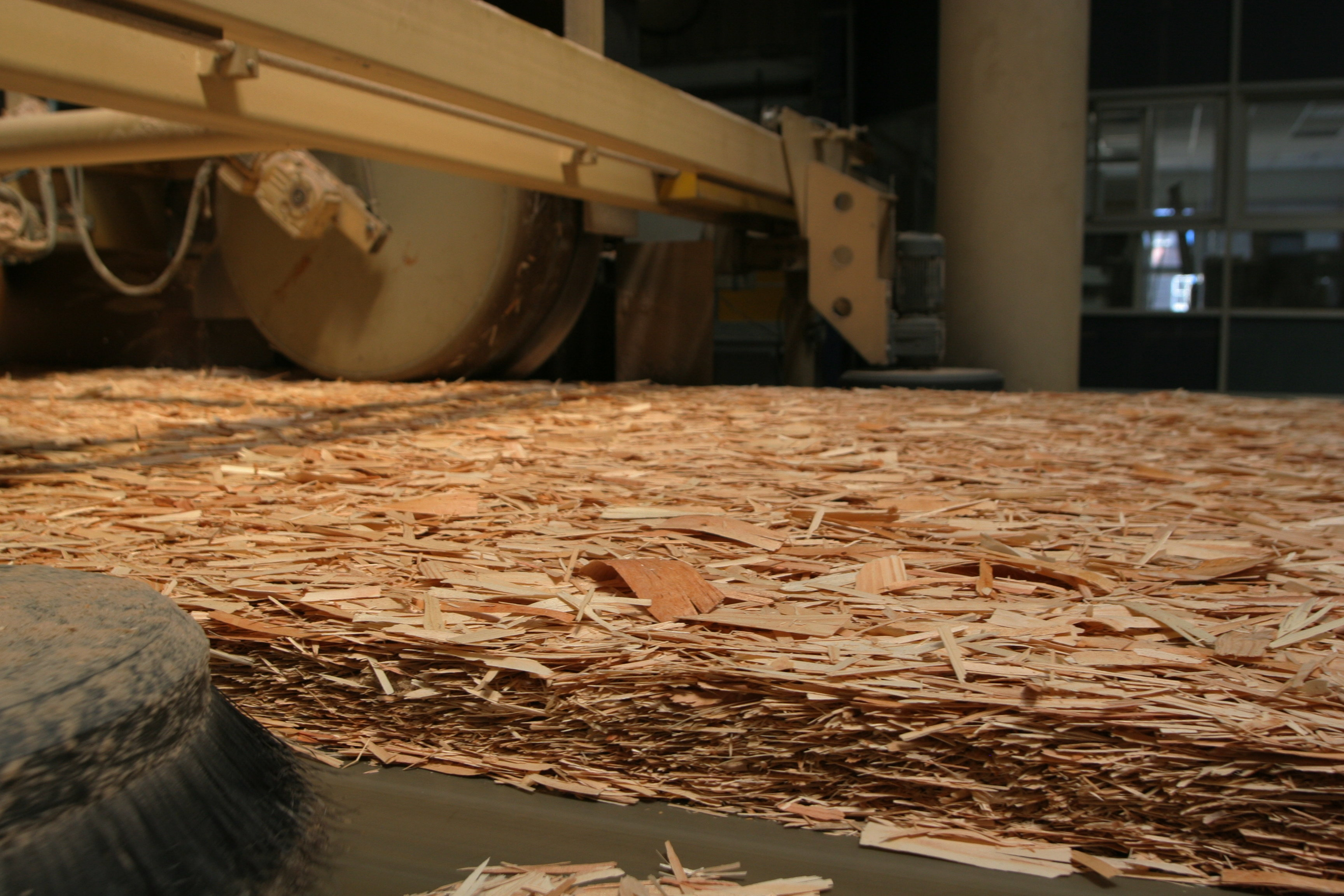
Grobspanplattenproduktion, unmittelbar vor der Presse

Trommeln mit einem Durchmesser von 3,5 Meter bei einer Länge von etwa 12 Meter (Beispiel aus der Herstellungspraxis von Grobspanplatten) haben eine Leistung von etwa 25 t/h, durch die Rotation und zusätzlich durch Lamellen im Innern der Trommel werden die Späne umgewälzt und durch die Neigung der Trommel langsam abtransportiert. Die Beleimung erfolgt über Rotationssprüher bzw. -zerstäuber (sogenannte „Atomizer“) die Leim, Paraffin, Härter und Wasser auf die Strands aufsprühen, wobei die Menge je nach Werkstofftyp, Qualität, Dicke und Verleimungsart der Werkstoffe variiert. Die vorbehandelten Späne werden in einem nachfolgenden Fertigungsschritt zu Werkstoffen wie bsp. Grobspanplatten verpresst.